# Ungheni (Mureș)
Ungheni (veraltet Nirașteu; deutsch Nyaradfluß, ungarisch Nyárádtő) ist eine Kleinstadt im Kreis Mureș in Rumänien. 

## Lage
Ungheni liegt etwa in der Mitte Siebenbürgens, an der Mündung des Flusses Niraj in den Mureș. Die Kreishauptstadt Târgu Mureș befindet sich etwa 10 km nordöstlich.

## Geschichte

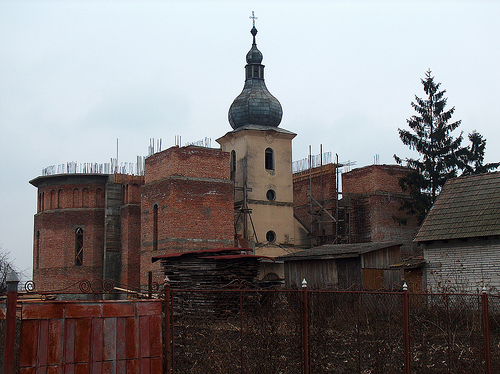
Orthodoxe Kirche in Ungheni, errichtet um die griechisch-katholische Kirche (Aufnahme vom März 2008)

Archäologische Funde belegen eine Besiedlung der Region seit dem Paläolithikum und der Bronzezeit. Der Ort wurde 1264 unter dem Namen Naradtew erstmals urkundlich erwähnt; damals gehörte der Ort zum Königreich Ungarn. 1601 wurde Ungheni von Truppen des österreichischen Generals Giorgio Basta niedergebrannt. Auch im Zuge der Auseinandersetzungen der Revolution 1848/1849 hatte der Ort an Zerstörungen zu leiden.
Nach dem Ersten Weltkrieg gelangte Ungheni – wie der Rest Siebenbürgens – an Rumänien. Infolge des Zweiten Wiener Schiedsspruches wurde der Ort von 1940 bis 1944 trotz seiner rumänischen Bevölkerungsmehrheit nochmals ein Teil Ungarns und lag in dieser Zeit unmittelbar an der ungarisch-rumänischen Grenze.
Der lange ländlich geprägte Ort gewann 1969 an Bedeutung durch die Eröffnung des Flughafens Târgu Mureș auf dem Territorium der Gemeinde.
Seit 1997 wurde in Ungheni – nach Auffassung von Kritikern illegal – eine orthodoxe Kirche um eine aus dem 18. Jahrhundert stammende griechisch-katholische Kirche errichtet (s. Bild). Diese war von den kommunistischen Autoritäten 1948 an die orthodoxe Kirche übereignet worden. Im Mai 2008 begann der Abriss der griechisch-katholischen Kirche. Dieser Vorgang fand Erwähnung im „International Religious Freedom Report 2008“ des US-Außenministeriums.
Im Jahr 2004 wurde Ungheni zur Stadt erklärt.
Die wichtigsten Erwerbszweige sind die Landwirtschaft und die Lebensmittelverarbeitung.

## Bevölkerung
Bei der Volkszählung 1850 waren von 3339 Einwohnern auf dem Gebiet der heutigen Stadt 2995 Rumänen, 188 Ungarn und 156 Roma. Davon lebten 638 in Ungheni im engeren Sinne, die übrigen in den heute eingemeindeten Ortschaften. 2002 wurden in der Gemeinde 6554 Personen registriert, darunter 5241 Rumänen, 710 Roma und 599 Ungarn. 3562 lebten in der eigentlichen Stadt, 2992 in den sechs eingemeindeten Ortschaften.

## Verkehr
Ungheni liegt an der Bahnstrecke Alba Iulia–Târgu Mureș; Auf dem Gebiet der Stadt liegt der Bahnhof General Nicolae Dăscălescu. In beide Richtungen verkehren etwa acht Nahverkehrszüge täglich. Es bestehen regelmäßige Busverbindungen nach Târgu Mureș. Durch Ungheni führt die Europastraße 60.

## Sehenswürdigkeiten
- Holzkirche Sf. Arhangheli (1726) im Ortsteil Cerghizel
- Kloster Recea (1991)

## Geboren in Ungheni
- Erasmus Julius Nyárády (1881–1966), rumänisch-ungarischer Botaniker[6]